# Friedrich Kühne
Friedrich Kühne, de son vrai nom Franz Michna (né le 24 avril 1870 à Olmütz, mort le 13 octobre 1958 à Berlin) est un acteur austro-allemand.

## Biographie
Friedrich Kuhne débute au théâtre en 1893 et entame ensuite des tournées à travers l’Europe. En 1907, il fait partie de l'ensemble du Deutsches Theater de Berlin, où il reste jusqu'à sa mort. À partir de 1913, il tient de nombreux petits rôles au cinéma, le plus souvent dans de petits films.

## Filmographie
- 1913 : Der Shylock von Krakau
- 1913 : Die Insel der Seligen
- 1913 : Heimat und Fremde
- 1914 : Le Chien des Baskerville
- 1914 : Detektiv Braun
- 1914 : Le Moulin silencieux
- 1914 : Selbstgerichtet oder Die gelbe Fratze
- 1915 : Das dunkle Schloß
- 1915 : Der Fund im Neubau
- 1916 : Die aus dem Jenseits kam
- 1916 : Die Frau im Spiegel
- 1916 : Hoffmanns Erzählungen
- 1916 : Homunculus
- 1916 : Seine letzte Maske
- 1916 : Zirkusblut
- 1917 : Die Memoiren des Satans
- 1917 : Die roten Schuhe
- 1917 : Die Verworfenen
- 1917 : Wenn der Wolf kommt
- 1917/1918 : Der Fluchbeladene
- 1917/1918 : Mouchy
- 1918 : …um eine Stunde Glück
- 1918 : Alraune, die Henkerstochter, genannt die rote Hanne
- 1918 : Das Mädchen aus der Opiumhöhle
- 1918 : Der Gast aus der vierten Dimension
- 1918 : Der Gefangene von Dahomey
- 1918 : Der Weg der Erlösung
- 1918 : Ferdinand Lassalle
- 1919 : Opium
- 1918/1919 : Der Peitschenhieb
- 1918/1919 : Veritas vincit
- 1919 : Der Tintenfischklub
- 1919 : Die Hexe von Norderoog
- 1919 : Die Schreckensnacht im Irrenhaus Ivoy
- 1919 : Les Araignées
- 1919 : Die Sumpfhanne
- 1919 : Galeotto, der große Kuppler
- 1919 : Gepeitscht
- 1919 : Taumel
- 1919 : Tscherkessenblut
- 1919 : Wenn Columbine winkt
- 1919/1920 : Das Lied der Puszta

- 1920 : Anna Boleyn
- 1920 : Lepain, der König der Verbrecher
- 1920 : Das Wüstengrab
- 1920 : Die Topharmumie
- 1920 : Die Verschleierte
- 1920 : Judith Trachtenberg
- 1920/1921 : Die Bettlerprinzessin
- 1921 : Danton de Dimitri Buchowetzki : Antoine Fouquier-Tinville
- 1921 : La Femme du pharaon
- 1921 : Der Schatz der Azteken
- 1921 : Der Schrecken der roten Mühle
- 1921 : Die schwarze Pantherin
- 1921 : Haschisch, das Paradies der Hölle
- 1921 : Kinder der Finsternis
- 1921 : Klub der Einäugigen
- 1921 : Lady Hamilton
- 1921 : Das Logierhaus für Gentlemen
- 1921 : Die sterbende Stadt
- 1921 : Othello
- 1921 : Sterbende Völker
- 1922 : Aimez-vous les uns les autres
- 1922 : Bigamie
- 1922 : Das Testament des Ive Sievers
- 1922 : Boris Godounov
- 1922 : Der Graf von Essex
- 1922 : L'Homme au masque de fer
- 1922 : Lola Montez (en)
- 1922 : Luise Millerin
- 1922 : Tingeltangel
- 1923 : L'Aventure d'une nuit
- 1923 : Das unbekannte Morgen
- 1923 : La Boule de feu
- 1923 : Sous l'Inquisition de Richard Oswald
- 1923 : Lebende Buddhas
- 1924 : Par ordre de la Pompadour
- 1924 : Das goldene Kalb
- 1924 : Die sterbende Erde
- 1924 : Prater
- 1925 : Les Bouddhas vivants (Lebende Buddhas) de Paul Wegener
- 1925 : L'Homme sur la comète
- 1925 : Götz von Berlichingen zubenannt mit der eisernen Hand
- 1926 : Lützows wilde verwegene Jagd
- 1927 : Dr. Bessels Verwandlung
- 1930 : Le Concert de flûte de Sans-Souci de Gustav Ucicky
- 1932 : Teilnehmer antwortet nicht
- 1937 : Die Fledermaus
- 1947 : Wozzeck de Georg C. Klaren
- 1952 : Karriere in Paris
- 1952 : Frauenschicksale
- 1953 : Anna Susanna
- 1955 : Mère Courage (Mutter Courage und ihre Kinder) de Wolfgang Staudte : Obrist (long métrage inabouti)
- 1956 : Die Millionen der Yvette
- 1957 : Das Gesellschaftsspiel : eine unglaubliche Geschichte oder?

## Source de la traduction
- (de) Cet article est partiellement ou en totalité issu de l’article de Wikipédia en allemand intitulé « Friedrich Kühne » (voir la liste des auteurs).